# Božidar Brezinščak Bagola
Božidar Bagola Brezinščak (Vrbišnica, Hum na Sutli, 9. studenog 1947.) je hrvatski i slovenski književnik iz Hrvatske. Piše pjesme, romane, pripovijetke, putopise, eseje, oglede, osvrte i radio-drame.

Profesor je teologije i filozofije. Prevodi sa slovenskog i s njemačkog jezika. 
Član je Društva hrvatskih književnika.
Član je HSS-a od 22. listopada 1998.
Bio je potpredsjednik općine Pregrada, a potom je postao općinski načelnik Huma na Sutli.
Predsjednik je Hrvatskozagorskog književnog društva. Od 11. ožujka 2023. prvi je predsjednik novoosnovanog Krapinsko-zagorskog ogranka Društva hrvatskih književnika.

## Životopis
Božidar Brezinščak Bagola rodio se 9. studenoga 1947. u Vrbišnici pokraj Huma na Sutli. Po završetku osnovnoškolskog obrazovanja upisuje gimnaziju kod franjevaca konvetualaca u Zagrebu. Studirao je teologiju u Ljubljani, Münchenu, te filozofiju u Ljubljani i Beogradu. Unatoč diplomi iz teologije nije se zaredio nego se zaposlio u tvornici "Straža" u Humu na Sutli kao urednik tvorničkog lista Straža danas da bi kasnije bio i direktor jednog sektora u istoj tvornici. U dva navrata bio je načelnik općine Hum na Sutli te ravnatelj Humskog kulturnog središta. Život uz hrvatsko-slovensku granicu pogodovao je njegovoj bilingvalnosti tako da piše na hrvatskom i slovenskom, a bavi se prevođenjem i s njemačkog jezika.

## Članstvo u udrugama
Društvo hrvatskih književnika, Zagreb;
Društvo hrvatskih književnih prevoditelja, Zagreb;
Kajkaviana, Donja Stubica;
Europski kulturni centar, Maribor;
Hrvatskozagorsko književno društvo, Klanjec

## Djela

### Djela na hrvatskom
- Zahvala (u "Sto hrvatskih pisaca '92.")

Zbirke pjesama
- Bjegunac svete uspomene, 1971.
- U ime pračovjeka, 1983.
- Sve hladnija svanuća, 1984.
- Staklo u nama, 1990.
- Zapisi jednog bogoslova, 1994.
- Između sumnje i predanja, 2007.
- Moja duša s tobom, 2012.
- Humske popeifke, 2013.

Pripovijetke
- Razdruživanje, 1992.
- Em smo Horvati, 2008.

Putopisi
- Od Taborskog do Olova, 2005.

Romani
- Traganje za samim sobom, 1980.
- S one strane Dunava, 2002.
- Nadgrobna svjetlost,  2006.

Eseji, ogledi, osvrti i dnevnici
- Zavičajna radost življenja, 1997.
- Sutla kao sudbina, 2005.
- Sam svoj dokaz : (dnevnik općinskog načelnika), 2011.

Prijevodi
- Klaus Berger: Poslanice svetog apostola Pavla[3]

### Djela na slovenskom
Zbirke pjesama
- Samoobsodba, 1974.

Putopisi, zapisi, pjesme i memoari 
- Moje slovenske izskušnje, 2003.

## Nagrade i priznanja
- 3. nagrada za esej na 1. Susretu hrvatskoga duhovnoga književnoga stvaralaštva Stjepan Kranjčić za esej Sam svoj dokaz[4]
- 1. nagrada za pjesništvo na 2. Susretu hrvatskoga duhovnoga književnoga stvaralaštva Stjepan Kranjčić za pjesmu Podmilačje[5]
- 2. nagrada za esej na 3. Susretu hrvatskoga duhovnoga književnoga stvaralaštva Stjepan Kranjčić za esej Slažem se i supotpisujem[6]

## Vanjske povezice
- Društvo hrvatskih književnika
- Matica hrvatska - Ogranci - Knjige - - Sto hrvatskih pisaca ' 92  Arhivirana inačica izvorne stranice od 21. kolovoza 2007. (Wayback Machine)
- Božidar Brezinščak Bagola - Drugi o Bagoli  Arhivirana inačica izvorne stranice od 7. kolovoza 2007. (Wayback Machine)